# Kondavadi, Madhugiri
Kondavadi là một làng thuộc tehsil Madhugiri, huyện Tumkur, bang Karnataka, Ấn Độ.